# Хартия свободы
Хартия свободы — декларация основных принципов Конгресса Альянса — оппозиционной режиму апартеида организации в Южно-Африканской Республике, в состав которой входили Африканский национальный конгресс (АНК) и его союзники: Южноафриканский индийский конгресс, Южноафриканский конгресс демократов и Конгресс цветных людей (в которых также активно работала Южно-Африканская коммунистическая партия). Для него характерно открытое требование: «Управлять должен народ!».

## История

### Создание
Спустя десяток лет сопротивления господству белого меньшинства и после Кампании неповиновения 1952 года, работа над созданием Хартии свободы была ответом на все более репрессивные меры правительства, которое стремилось искоренить всякое внепарламентское инакомыслие. В 1955 году АНК разослал 50 000 добровольцев по городам, посёлкам и сельским районам страны для сбора «требований свободы» от жителей Южной Африки — представлений людей о стране после окончания апартеида, где все жители ЮАР обладают равными правами.
Эти требования записывали на клочках бумаги: «Землю надо раздать всем людям, у которых ее нет»; «Прожиточный минимум и сокращенный рабочий день», «Бесплатное и обязательное образование, независимо от цвета кожи, расы или национальности»; «Свобода перемещения и выбора места жительства» и т. д. Когда все эти требования были собраны, они были обобщены в итоговый документ лидерами Африканского национального конгресса, включая З. К. Мэтьюза, Лайонела «Расти» Бернштейна, Этель Друс, Рут Фёрст и Алана Липмана (чья жена, Беата Липман, написала от руки оригинал Хартии).

### Принятие
Хартия была официально принята в воскресенье 26 июня 1955 года на собрании около 3000 человек, известном как Народный Конгресс в Клиптауне, Соуэто — районе «буферной зоны», созданной, чтобы оградить белых обитателей Йоханнесбурга от черных жителей Соуэто. Митинг был разогнан милицией на второй день, хотя к тому времени Хартия уже была зачитана полностью. Нельсон Мандела вспоминал: «Хартия зачитывалась людям вслух, раздел за разделом, на английском, языках сото и коса. После каждого раздела народ выражал свое одобрение криками „Африка!“ или „Маибуе!“». Самому Манделе пришлось бежать от полиции, замаскировавшись под молочника, поскольку в то время его движения и взаимодействия с людьми были ограничены судебными запретами.

### Принципы
Документ означал серьезный разрыв с прошлыми традициями борьбы; это больше не было просто движением за гражданские права, стремящимся приспособиться к существующим структурам общества, а требовало фундаментальной перестройки всех аспектов южноафриканского общества. Этот документ примечателен своей приверженностью не разделённой расовыми барьерами Южной Африке, что было положено в основу платформы АНК. В результате члены АНК, придерживавшиеся сугубо проафриканских взглядов, покинули АНК после того, как он принял хартию, образовав Панафриканский конгресс.
Идеологические позиции Хартии можно определить как близкие к демократическому социализму: она призывала к демократии и правам человека, свободе мысли, земельной реформе, трудовым правам, праву на достойное жилье, национализации и перераспределению средств в стране: «Национальные богатства нашей страны, наследие жителей Южной Африки, необходимо вернуть народу, полезные ископаемые, банки и промышленные монополии необходимо отдать в руки всего народа, все другие виды промышленности и торговли необходимо контролировать, чтобы они созидали благосостояние народа».

### Последствия
После того, как Конгресс был обвинён в «государственной измене», правительство ЮАР запретило АНК и арестовало 156 активистов, включая Манделу и всё остальное руководство конгрессистов и коммунистов, которые предстали перед судом по делу о государственной измене 1956 года, в котором все были оправданы. Хартия продолжала циркулировать в революционном подполье и вдохновляла новое поколение молодых активистов 1980-х годов.
Когда АНК, наконец, пришел к власти после демократических выборов в 1994 году, новая Конституция Южной Африки включала многие требования Хартии свободы. Он непосредственно касался почти всех требований равенства рас и языка, но социально-экономические пункты были опущены: АНК больше не посягал на капиталистические устои, не упоминал национализацию промышленности или перераспределение земли, которые были изложены в Хартии.